# Pallacanestro Olimpia Milano 2019-2020
Questa voce raccoglie le informazioni riguardanti la Pallacanestro Olimpia Milano nelle competizioni ufficiali della stagione 2019-2020.

## Stagione
La stagione 2019-2020 dell'Olimpia Milano, sponsorizzata AX Armani Exchange, è stata la 87ª nel massimo campionato italiano di pallacanestro, la Serie A.
La stagione riparte con un cambio generale dell'area tecnica e dirigenziale: Simone Pianigiani lascia l'incarico da capo allenatore e al suo posto subentra Ettore Messina con un contratto di tre anni e il titolo di President of Basketball Operations. Viene nominato anche il nuovo presidente del consiglio di amministrazione con la nomina di Pantaleo Dell’Orco che subentra a Livio Proli. Come general manager viene assunto il greco Christos Stavropoulos dall'Olympiakos.
La stagione viene sospesa a marzo 2020 a causa della pandemia di COVID-19 e il 7 aprile la Federazione Italiana Pallacanestro annuncia la conclusione anticipata del campionato di Serie A, senza l'assegnazione del titolo di campione d'Italia.

## Maglie
Durante la coppa Italia, viene usata una maglia color giallo-viola in onore a Kobe Bryant, deceduto il 26 gennaio 2020 in un incidente in elicottero. 
| Campionato Rossa | Campionato Bianca | Eurolega Rossa | Eurolega Bianca | Eurolega Alternativa | Coppa Italia gialla | Coppa Italia viola |

## Roster
Aggiornato al 13 luglio 2020.
| AX Armani Exchange Milano 2019-20 | AX Armani Exchange Milano 2019-20 |
| Giocatori                         | Staff tecnico                     |
| --------------------------------- | --------------------------------- |

| N. | Naz.                                        | Ruolo | Nome                  | Anno | Alt.   | Peso   |  |
| -- | ------------------------------------------- | ----- | --------------------- | ---- | ------ | ------ |  |
| 00 | Italia (bandiera)                           | G     | Amedeo Della Valle    | 1993 | 194 cm | 86 kg  |  |
| 1  | Stati Uniti (bandiera)                      | P     | Shelvin Mack          | 1990 | 190 cm | 92 kg  |  |
| 5  | Serbia (bandiera)                           | AP    | Vladimir Micov        | 1985 | 201 cm | 101 kg |  |
| 6  | Italia (bandiera)                           | C     | Paul Biligha          | 1990 | 200 cm | 106 kg |  |
| 7  | Lituania (bandiera)                         | C     | Artūras Gudaitis      | 1993 | 211 cm | 115 kg |  |
| 8  | Italia (bandiera)                           | P     | Giuseppe Invernizzi   | 2003 | 182 cm |        |  |
| 9  | Italia (bandiera)                           | G     | Riccardo Moraschini   | 1991 | 194 cm | 92 kg  |  |
| 10 | Stati Uniti (bandiera) · Tunisia (bandiera) | GA    | Michael Roll          | 1987 | 198 cm | 92 kg  |  |
| 13 | Spagna (bandiera)                           | P     | Sergio Rodríguez      | 1986 | 191 cm | 80 kg  |  |
| 14 | Italia (bandiera)                           | C     | Giovanni Tam          | 2003 | 207 cm |        |  |
| 14 | Italia (bandiera)                           | G     | Riccardo Musumeci     | 2002 | 187 cm |        |  |
| 14 | Italia (bandiera)                           | P     | Leone Citterio        | 2003 | 180 cm |        |  |
| 15 | Stati Uniti (bandiera)                      | C     | Kaleb Tarczewski      | 1993 | 211 cm | 111 kg |  |
| 16 | Serbia (bandiera)                           | G     | Nemanja Nedović       | 1991 | 191 cm | 88 kg  |  |
| 19 | Italia (bandiera)                           | G     | Francesco Gravaghi    | 2003 | 193 cm |        |  |
| 20 | Italia (bandiera)                           | P     | Andrea Cinciarini (C) | 1986 | 193 cm | 85 kg  |  |
| 22 | Spagna (bandiera)                           | C     | Xavi Rey              | 1987 | 210 cm | 114 kg |  |
| 22 | Stati Uniti (bandiera)                      | G     | Drew Crawford         | 1990 | 196 cm | 95 kg  |  |
| 23 | Stati Uniti (bandiera) · Italia (bandiera)  | AG    | Christian Burns       | 1985 | 203 cm | 110 kg |  |
| 28 | Stati Uniti (bandiera)                      | P     | Keifer Sykes          | 1993 | 180 cm | 77 kg  |  |
| 30 | Stati Uniti (bandiera)                      | AG    | Aaron White           | 1992 | 206 cm | 104 kg |  |
| 32 | Stati Uniti (bandiera) · Italia (bandiera)  | AG    | Jeff Brooks           | 1989 | 203 cm | 96 kg  |  |
| 40 | Argentina (bandiera) · Spagna (bandiera)    | AG    | Luis Scola            | 1980 | 206 cm | 108 kg |  |

| Allenatore |
| - Ettore Messina |
| Assistente/i |
| - Tom Bialaszewski - Stefano Bizzozero - Marco Esposito - Mario Fioretti Legenda - (C) Capitano - (IN) Inattivo - Infortunato Roster |

## Mercato

### Sessione estiva
| Acquisti | Acquisti               | Acquisti          | Acquisti      | Acquisti |
| R.       | Nome                   | da                | Modalità      |          |
| -------- | ---------------------- | ----------------- | ------------- | -------- |
| PG       | Shelvin Mack           | Charlotte Hornets | svincolato    |          |
| AG       | Aaron White            | Žalgiris Kaunas   | svincolato    |          |
| C        | Paul Biligha           | Reyer Venezia     | svincolato    |          |
| G        | Riccardo Moraschini    | N.B. Brindisi     | svincolato    |          |
| G        | Michael Roll           | Maccabi Tel Aviv  | svincolato    |          |
| PG       | Sergio Rodríguez Gómez | CSKA Mosca        | svincolato    |          |
| AG       | Luis Scola             | Shanghai Sharks   | svincolato    |          |
| C        | Xavi Rey               | Benfica           | svincolato    |          |
| G        | Giordano Bortolani     | Legnano Basket    | fine prestito |          |
| AG       | Aleksandr Šaškov       | V.L. Pesaro       | fine prestito |          |

| Cessioni | Cessioni             | Cessioni          | Cessioni       | Cessioni |
| R.       | Nome                 | a                 | Modalità       |          |
| -------- | -------------------- | ----------------- | -------------- | -------- |
| P        | Mike James           | CSKA Mosca        | rescissione    |          |
| AP       | Mindaugas Kuzminskas | Olympiakos        | fine contratto |          |
| PG       | Curtis Jerrells      | Dinamo Sassari    | fine contratto |          |
| AP       | James Nunnally       | Shanghai Sharks   | fine contratto |          |
| AP       | Simone Fontecchio    | Pall. Reggiana    | fine contratto |          |
| C        | Alen Omić            | Joventut Badalona | fine contratto |          |
| G        | Giordano Bortolani   | Pall. Biella      | prestito       |          |
| AG       | Aleksandr Šaškov     | CSKA Mosca        | rescissione    |          |

### Dopo l'inizio della stagione
| Acquisti | Acquisti      | Acquisti           | Acquisti         | Acquisti   |
| R.       | Nome          | da                 | Data             | Modalità   |
| -------- | ------------- | ------------------ | ---------------- | ---------- |
| PG       | Keifer Sykes  | Guangzhou L. Lions | 27 dicembre 2019 | svincolato |
| GA       | Drew Crawford | Gaziantep BŞB      | 27 gennaio 2020  | svincolato |

| Cessioni | Cessioni     | Cessioni          | Cessioni        | Cessioni    |
| R.       | Nome         | a                 | Data            | Modalità    |
| -------- | ------------ | ----------------- | --------------- | ----------- |
| C        | Xavi Rey     | Palma             | 19 ottobre 2019 | rescissione |
| AG       | Aaron White  | Canarias Tenerife | 15 gennaio 2020 | rescissione |
| PG       | Shelvin Mack | H. Gerusalemme    | 16 gennaio 2020 | rescissione |

## Risultati

### Serie A

#### Stagione regolare

##### Girone d'andata
| Arbitri: | Rossi (Anghiari) Giovannetti (Terni) Morelli (Brindisi) |

|                      |            |                   |
| Uglietti 11          | Punti      | 21 Rodríguez      |
| 6 giocatori 1        | Assist     | 4 Rodríguez, Mack |
| Nikolić 7            | Rimbalzi   | 7 Tarczewski      |
| Massimiliano Menetti | Allenatori | Ettore Messina    |

| Arbitri: | Filippini (San Lazzaro di Savena) Bartoli (Trieste) Pepponi (Assisi) |

|                |            |                   |
| Roll 19        | Punti      | 13 Lansdowne      |
| Rodríguez 6    | Assist     | 4 Vitali          |
| Brooks 10      | Rimbalzi   | 8 Cain            |
| Ettore Messina | Allenatori | Vincenzo Esposito |

| Arbitri: | Quarta (Torino) Borgo (Grumolo delle Abbadesse) Nicolini (Palermo) |

|                    |            |                   |
| Roll 22            | Punti      | 11 Perić          |
| Rodríguez, Scola 7 | Assist     | 5 Fernández       |
| Scola 7            | Rimbalzi   | 12 Mitchell       |
| Ettore Messina     | Allenatori | Eugenio Dalmasson |

| Arbitri: | Lanzarini (Bologna) Perciavalle (Torino) Belfiore (Napoli) |

|                |            |                   |
| Rodríguez 28   | Punti      | 26 Stone          |
| Rodríguez 6    | Assist     | 6 Martin, Stone   |
| Brooks 6       | Rimbalzi   | 12 Stone          |
| Ettore Messina | Allenatori | Francesco Vitucci |

| Arbitri: | Attard (Priolo Gargallo) Bongiorni (Pisa) Vita (Ancona) |

|                 |            |                                   |
| Saunders 19     | Punti      | 26 Micov                          |
| Saunders 6      | Assist     | 5 Rodríguez                       |
| Sobin 10        | Rimbalzi   | 4 Gudaitis, Rodríguez, Tarczewski |
| Romeo Sacchetti | Allenatori | Ettore Messina                    |

| Arbitri: | Mazzoni (Grosseto) Vicino (Bologna) Rossi (Anghiari) |

|                                 |            |                          |
| Alibegović, Dyson, Jefferson 15 | Punti      | 15 Micov, Tarczewski     |
| Dyson 4                         | Assist     | 2 Mack, Rodríguez, Scola |
| Jefferson 9                     | Rimbalzi   | 8 Tarczewski             |
| Piero Bucchi                    | Allenatori | Ettore Messina           |

| Arbitri: | Begnis (Crema) Paglialunga (Massaffra) Nicolini (Palermo) |

|                            |            |              |
| Moraschini 17              | Punti      | 14 Clark     |
| Nedović 6                  | Assist     | 4 Mayo       |
| Mack, Moraschini, Brooks 4 | Rimbalzi   | 8 Simmons    |
| Ettore Messina             | Allenatori | Attilio Caja |

| Arbitri: | Bartoli (Trieste) Bettini (Bologna) Pepponi (Assisi) |

|                |            |                |
| Nedović 19     | Punti      | 12 Landi       |
| Mack 6         | Assist     | 3 Salumu       |
| Tarczewski 7   | Rimbalzi   | 12 Brandt      |
| Ettore Messina | Allenatori | Michele Carrea |

| Arbitri: | Paternicò (Piazza Armerina) Baldini (Firenze) Capotorto (Bari) |

|                |            |                      |
| Sims 17        | Punti      | 23 Nedović           |
| Aradori 4      | Assist     | 4 Rodríguez          |
| Sims 11        | Rimbalzi   | 6 Tarczewski, Brooks |
| Antimo Martino | Allenatori | Ettore Messina       |

| Arbitri: | Lanzarini (Bologna) Filippini (Pisa) Galasso (Siena) |

|                      |            |                    |
| Scola 15             | Punti      | 21 Pierre          |
| Nedović, Rodríguez 5 | Assist     | 3 Bilan            |
| Tarczewski 8         | Rimbalzi   | 8 Evans)           |
| Ettore Messina       | Allenatori | Gianmarco Pozzecco |

| Arbitri: | Lo Guzzo (Catanzaro) Borgioni (Roma) Morelli (Brindisi) |

|                 |            |                       |
| Micov, Scola 14 | Punti      | 15 Upshaw             |
| Micov 8         | Assist     | 5 Johnson-Odom, Mekel |
| Tarczewski 12   | Rimbalzi   | 10 Pardon             |
| Ettore Messina  | Allenatori | Maurizio Buscaglia    |

| Arbitri: | Rossi (Sansepolcro) Vicino (Bologna) Belfiore (Napoli) |

|                 |            |                             |
| Mussini 15      | Punti      | 16 Rodríguez                |
| Barford 7       | Assist     | 6 Rodríguez                 |
| Zanotti 10      | Rimbalzi   | 6 Moraschini, Brooks, Scola |
| Giancarlo Sacco | Allenatori | Ettore Messina              |

| Arbitri: | Paternicò (Piazza Armerina) Sahin (Messina) Pepponi (Assisi) |

|                     |            |                |
| Daye 17             | Punti      | 19 Rodríguez   |
| Stone, De Nicolao 3 | Assist     | 3 Rodríguez    |
| Watt 6              | Rimbalzi   | 5 Scola        |
| Walter De Raffaele  | Allenatori | Ettore Messina |

| Arbitri: | Attard (Siracusa) Bettini (Bologna) Di Francesco (Teramo) |

|                |            | |
| Della Valle 11 | Punti      | 16 Blackmon, 15 Gentile, 11 Kelly, 8 Craft, 6 Pascolo, 4 King, 3 Forray, 2 Mian, 2 Knox, 2 Mezzanotte. |
| Rodríguez 9    | Assist     | 4 Kelly                                                                                                |
| Brooks 7       | Rimbalzi   | 7 Kelly                                                                                                |
| Ettore Messina | Allenatori | Nicola Brienza                                                                                         |

| Arbitri: | Rossi (Sansepolcro) Lo Guzzo (Catanzaro) Mazzoni (Grosseto) |

|                       |            |                                 |
| Hunter 19             | Punti      | 19 Rodríguez, 16 Micov, 9 Scola |
| Marković 12           | Assist     | 5 Rodríguez                     |
| Gaines, Baldi Rossi 7 | Rimbalzi   | 6 Gudaitis                      |
| Aleksandar Đorđević   | Allenatori | Ettore Messina                  |

| Arbitri: | Filippini (Pisa) Grigioni (Roma) Dori (Mirano) |

|                           |            |                 |
| Scola, Micov 21           | Punti      | 21 Clark        |
| Rodríguez, Sykes, Scola 2 | Assist     | 6 Ragland       |
| Gudaitis 7                | Rimbalzi   | 11 Burnell      |
| Ettore Messina            | Allenatori | Cesare Pancotto |

##### Girone di ritorno
| Arbitri: | Mazzoni (Grosseto) Sardella (Rimini) Noce (Latina) |

|                        |            | |
| Sykes 18               | Punti      | 17 Logan, 10 Parks, 9 Alviti, 8 Nikolić, 8 Fotu, 4 Imbrò, 4 Uglietti, 3 Cooke, 2 Tessitori, 2 Chillo, Severini, Piccin. |
| Sykes 10               | Assist     | 3 Logan, Nikolić |
| Gudaitis, Tarczewski 8 | Rimbalzi   | 6 Nikolić |
| Ettore Messina         | Allenatori | Massimiliano Menetti |

| Arbitri: | Lanzarini (Bologna) Martolini (Roma) Di Francesco (Teramo) |

|                   |            |                |
| Lansdowne 25      | Punti      | 19 Sykes       |
| Vitali 8          | Assist     | 4 Cinciarini   |
| Cain 9            | Rimbalzi   | 11 Tarczewski  |
| Vincenzo Esposito | Allenatori | Ettore Messina |

| Arbitri: | Vicino (Bologna) Baldini (Firenze) Capotorto (Bari) |

|                   |            |                |
| Jones 15          | Punti      | 20 Scola       |
| Cavaliero 5       | Assist     | 8 Rodríguez    |
| Cooke 7           | Rimbalzi   | 7 Biligha      |
| Eugenio Dalmasson | Allenatori | Ettore Messina |

| Arbitri: | Begnis (Crema) Paglialunga (Taranto) Pepponi (Assisi) |

|                   |            |                |
| Stone 21          | Punti      | 17 Sykes       |
| Banks 5           | Assist     | 3 Rodríguez    |
| Martin 10         | Rimbalzi   | 8 Tarczewski   |
| Francesco Vitucci | Allenatori | Ettore Messina |

| Arbitri: | Paternicò (Piazza Armerina) Bartoli (Trieste) Vita (Ancona) |

|                  |            |                 |
| Micov 22         | Punti      | 16 Happ         |
| Nedović, Sykes 4 | Assist     | 5 Stojanović    |
| Roll, Brooks 5   | Rimbalzi   | 9 Happ          |
| Ettore Messina   | Allenatori | Romeo Sacchetti |

### Eurolega

#### Stagione regolare
| Arbitri: | Perez Rocha Udyanskyy |

|                |            |                |
| Lučić 18       | Punti      | 17 Scola       |
| Monroe 4       | Assist     | 6 Rodríguez    |
| Monroe 10      | Rimbalzi   | 8 Tarczewski   |
| Dejan Radonjić | Allenatori | Ettore Messina |

| Arbitri: | Garcia Difallah Foufis |

|                |            |                      |
| Rodríguez 17   | Punti      | 19 Walkup            |
| Rodríguez 6    | Assist     | 4 Lekavičius         |
| Tarczewski 6   | Rimbalzi   | 5 Hayes              |
| Ettore Messina | Allenatori | Šarūnas Jasikevičius |

| Arbitri: | Hierrezuelo Trawicki Nedović |

|                    |            |                |
| Calathes 23        | Punti      | 18 Micov       |
| Rice, Calathes 4   | Assist     | 5 Rodríguez    |
| Mītoglou 10        | Rimbalzi   | 9 Scola        |
| Argyrīs Pedoulakīs | Allenatori | Ettore Messina |

| Arbitri: | Christodoulou Pukl Nikolić |

|                |            |                      |
| Rodríguez 22   | Punti      | 14 Veselý, Lauvergne |
| Micov 7        | Assist     | 7 Sloukas            |
| Tarczewski 9   | Rimbalzi   | 8 Lauvergne          |
| Ettore Messina | Allenatori | Željko Obradović     |

| Arbitri: | Ryzhyk Pérez Radojkovic |

|                            |            |                    |
| Siva 20                    | Punti      | 17 Rodríguez       |
| Hermannsson 5              | Assist     | 4 Rodríguez, Micov |
| Giedraitis, Nnoko, Sikma 6 | Rimbalzi   | 9 Tarczewski       |
| Aíto García Reneses        | Allenatori | Ettore Messina     |

| Arbitri: | Belošević Mogulkoc Bissang |

|                |            |                          |
| Rodríguez 17   | Punti      | 15 Davies                |
| Rodríguez 7    | Assist     | 4 Delaney                |
| Scola 9        | Rimbalzi   | 5 Claver, Mirotić, Tomić |
| Ettore Messina | Allenatori | Svetislav Pešić          |

| Arbitri: | Lottermoser Boltauzer Thepenier |

|                |            |                   |
| Della Valle 15 | Punti      | 15 Stauskas       |
| Roll 4         | Assist     | 5 Henry           |
| Tarczewski 7   | Rimbalzi   | 9 Shengelia       |
| Ettore Messina | Allenatori | Velimir Perasović |

| Arbitri: | Radovic Latisevs Panther |

|                   |            |                |
| Šved 24           | Punti      | 16 Scola       |
| Šved 7            | Assist     | 7 Nedović      |
| Booker 6          | Rimbalzi   | 8 Scola        |
| Rimas Kurtinaitis | Allenatori | Ettore Messina |

| Arbitri: | Javor Peruga Zamojski |

|                 |            |                      |
| Scola 20        | Punti      | 28 Wilbekin          |
| Rodríguez 11    | Assist     | 5 Wilbekin           |
| Brooks, Scola 7 | Rimbalzi   | 9 Black              |
| Ettore Messina  | Allenatori | Giannīs Sfairopoulos |

| Arbitri: | Perez Ryzhyk Nedović |

|                |            |              |
| Rodríguez 11   | Punti      | 17 Larkin    |
| Rodríguez 9    | Assist     | 6 Micić      |
| Brooks 8       | Rimbalzi   | 12 Pleiß     |
| Ettore Messina | Allenatori | Ergin Ataman |

| Arbitri: | Boltauzer Difallah Aliaga |

|                  |            |                   |
| Papanikolaou 17  | Punti      | 14 Rodríguez      |
| Spanoulīs 5      | Assist     | 3 Roll, Rodríguez |
| Milutinov 11     | Rimbalzi   | 4 Biligha, Scola  |
| Kęstutis Kemzūra | Allenatori | Ettore Messina    |

| Arbitri: | Lottermoser Silva Kowalski |

|                    |            |               |
| Rodríguez 14       | Punti      | 21 Brown      |
| Scola, Rodríguez 3 | Assist     | 7 Brown       |
| Jeff Brooks 7      | Rimbalzi   | 6 Faye, Gist  |
| Ettore Messina     | Allenatori | Dragan Šakota |

| Arbitri: | Perez Trawicki Nikolić |

|                  |            |                |
| Lighty 19        | Punti      | 14 Scola       |
| Taylor, Lighty 4 | Assist     | 10 Rodríguez   |
| Jekiri 12        | Rimbalzi   | 5 Micov        |
| Zvezdan Mitrović | Allenatori | Ettore Messina |

| Arbitri: | Radovic Pukl Bissang |

|                     |            |                     |
| Randolph 16         | Punti      | 22 Micov            |
| Campazzo 12         | Assist     | 2 Rodríguez, Brooks |
| Tavares, Randolph 7 | Rimbalzi   | 9 Brooks            |
| Pablo Laso          | Allenatori | Ettore Messina      |

| Arbitri: | Ryzhyk Latisevs Koljensic |

|                |            |                    |
| Della Valle 15 | Punti      | 20 Dubljević       |
| Rodríguez 8    | Assist     | 6 Colom            |
| Tarczewski 10  | Rimbalzi   | 6 Tobey, Dubljević |
| Ettore Messina | Allenatori | Jaume Ponsarnau    |

| Arbitri: | Hierrezuelo Belošević Petek |

|                  |            |                        |
| Hackett 28       | Punti      | 13 Gudaitis, Rodríguez |
| James 11         | Assist     | 3 Micov, Tarczewski    |
| Voigtmann 8      | Rimbalzi   | 10 Tarczewski          |
| Dīmītrīs Itoudīs | Allenatori | Ettore Messina         |

| Arbitri: | Javor Foufis Balak |

|                |            |            |
| Micov 13       | Punti      | 15 Ayón    |
| Rodríguez 3    | Assist     | 5 Albicy   |
| Scola 10       | Rimbalzi   | 7 Ayón     |
| Ettore Messina | Allenatori | Joan Plaza |

| Arbitri: | Lottermoser Perez Nikolić |

|                               |            |              |
| Rodríguez 22                  | Punti      | 28 Fredette  |
| Moraschini, Roll, Rodríguez 3 | Assist     | 11 Calathes  |
| Brooks 7                      | Rimbalzi   | 9 Papapetrou |
| Ettore Messina                | Allenatori | Rick Pitino  |

| Arbitri: | Perez Pukl Difallah |

|                          |            |                |
| Larkin 23                | Punti      | 11 Gudaitis    |
| Simon 5                  | Assist     | 5 Nedović      |
| Pleiß, Andreson, Simon 6 | Rimbalzi   | 7 Gudaitis     |
| Ergin Ataman             | Allenatori | Ettore Messina |

| Arbitri: | Garcia Jovcic Silva |

|                      |            |                     |
| Wilbekin 22          | Punti      | 11 Sykes            |
| Wilbekin 4           | Assist     | 2 quattro giocatori |
| Hunter 14            | Rimbalzi   | 9 Gudaitis          |
| Giannīs Sfairopoulos | Allenatori | Ettore Messina      |

| Arbitri: | Christodoulou Peruga Petek |

|                  |            |                |
| Datome 14        | Punti      | 19 Tarczewski  |
| Sloukas 7        | Assist     | 6 Rodríguez    |
| Datome 6         | Rimbalzi   | 9 Tarczewski   |
| Željko Obradović | Allenatori | Ettore Messina |

| Arbitri: | Boltauzer Latisevs Isguder |

|                |            |               |
| Micov 16       | Punti      | 18 Barthel    |
| Rodríguez 10   | Assist     | 6 Monroe      |
| Gudaitis 7     | Rimbalzi   | 6 Zipser      |
| Ettore Messina | Allenatori | Oliver Kostić |

| Arbitri: | Javor Shemesh Radojkovic |

|                |            |                     |
| Micov 20       | Punti      | 22 Eriksson         |
| Rodríguez 9    | Assist     | 7 Siva              |
| Tarczewski 7   | Rimbalzi   | 7 Cavanaugh         |
| Ettore Messina | Allenatori | Aíto García Reneses |

| Arbitri: | Belošević Difallah Vilius |

|                 |            |                |
| Delaney 26      | Punti      | 14 Rodríguez   |
| Delaney 9       | Assist     | 5 Rodríguez    |
| Tomić 7         | Rimbalzi   | 9 Tarczewski   |
| Svetislav Pešić | Allenatori | Ettore Messina |

| Arbitri: | Lottermoser Perez Majkic |

|                |            |                   |
| Rodríguez 18   | Punti      | 18 Šved           |
| Rodríguez 8    | Assist     | 6 Šved            |
| Tarczewski 9   | Rimbalzi   | 12 Jerebko        |
| Ettore Messina | Allenatori | Rimas Kurtinaitis |

| Arbitri: | Hierrezuelo Vyklicky Udyanskyy |

|                      |            |                                 |
| Hayes 21             | Punti      | 18 Micov, Rodríguez, Tarczewski |
| Ulanovas 6           | Assist     | 8 Rodríguez                     |
| Ulanovas 6           | Rimbalzi   | 7 Micov                         |
| Šarūnas Jasikevičius | Allenatori | Ettore Messina                  |

| Arbitri: | Christodoulou Rocha Koljensic |

|                     |            |                |
| Moraschini 21       | Punti      | 16 Fernández   |
| Micov 3             | Assist     | 6 Laprovíttola |
| Micov, Moraschini 6 | Rimbalzi   | 12 Tavares     |
| Ettore Messina      | Allenatori | Pablo Laso     |

| Arbitri: | Ryzhyk Javor Mogulkoc |

|                    |            |                |
| Abalde 21          | Punti      | 16 Rodríguez   |
| Colom 7            | Assist     | 9 Rodríguez    |
| Labeyrie, Abalde 6 | Rimbalzi   | 7 Micov        |
| Jaume Ponsarnau    | Allenatori | Ettore Messina |

### Coppa Italia
| Arbitri: | Rossi (Sansepolcro) Filippini (Pisa) Bongiorni (Pisa) |

|                |            |                 |
| Tarczewski 14  | Punti      | 16 Mathews      |
| Rodríguez 6    | Assist     | 4 Diener        |
| Tarczewski 9   | Rimbalzi   | 10 Happ         |
| Ettore Messina | Allenatori | Romeo Sacchetti |

| Arbitri: | Sahin (Messina) Mazzoni (Grosseto) Giovannetti (Papigno) |

|                     |            |                              |
| Rodríguez 15        | Punti      | 16 Watt                      |
| Rodríguez 3         | Assist     | 3 Daye, De Nicolao, Chappell |
| Scola, Tarczewski 9 | Rimbalzi   | 10 Watt                      |
| Ettore Messina      | Allenatori | Walter De Raffaele           |

## Statistiche
Aggiornate al 2 novembre 2020

### Statistiche di squadra
| Competizione          | G  | V  | P  | Pt   | 2PT  | 3PT  | TL   | Rimbalzi | Rimbalzi | Rimbalzi | Stop | Palle | Palle | Ass  |
| Competizione          | G  | V  | P  | Pt   | 2PT  | 3PT  | TL   | Off      | Dif      | Tot      | Stop | Perse | Rec.  | Ass  |
| --------------------- | -- | -- | -- | ---- | ---- | ---- | ---- | -------- | -------- | -------- | ---- | ----- | ----- | ---- |
| LBA Serie A           | 21 | 14 | 7  | 80.3 | 52.1 | 36.2 | 75.4 | 11.5     | 27.6     | 39.1     | 2.0  | 12.8  | 7.7   | 15.7 |
| Euroleague Basketball | 28 | 12 | 16 | 78.1 | 49.3 | 37.9 | 78.2 | 8.9      | 24.5     | 33.5     | 2.7  | 11.6  | 5.2   | 15.7 |
| Coppa Italia          | 2  | 1  | 1  | 74.5 | 49.9 | 26.1 | 61.8 | 16.5     | 28       | 44.5     | 1.5  | 9     | 8     | 13.5 |

### Andamento in campionato
| Giornata  | 1 | 2 | 3 | 4 | 5  | 6 | 7 | 8 | 9 | 10 | 11 | 12 | 13 | 14 | 15 | 16 | 17 | 18 | 19 | 20 | 21 | 22 |
| --------- | - | - | - | - | -- | - | - | - | - | -- | -- | -- | -- | -- | -- | -- | -- | -- | -- | -- | -- | -- |
| Luogo     | T | C | C | C | T  | T | C | C | T | C  | C  | T  | T  | C  | T  | C  | C  | T  | T  | T  | C  |    |
| Risultato | V | P | V | P | P  | V | V | V | P | V  | V  | V  | V  | V  | P  | P  | V  | P  | V  | V  | V  |    |
| Posizione | 2 | 9 | 7 | 8 | 11 | 8 | 5 | 5 | 7 | 6  | 4  | 3  | 3  | 3  | 3  | 4  | 4  | 4  | 5  | 5  | 4  |    |

Fonte:  Serie A – Classifica , su web.legabasket.it.
Legenda:

Luogo: C = Casa; T = Trasferta. Risultato: V = Vittoria; P = Sconfitta.
- = Turno di riposo.

### Andamento in Eurolega
| Giornata  | 1 | 2 | 3 | 4 | 5 | 6 | 7 | 8 | 9 | 10 | 11 | 12 | 13 | 14 | 15 | 16 | 17 | 18 | 19 | 20 | 21 | 22 | 23 | 24 | 25 | 26 | 27 | 28 |
| --------- | - | - | - | - | - | - | - | - | - | -- | -- | -- | -- | -- | -- | -- | -- | -- | -- | -- | -- | -- | -- | -- | -- | -- | -- | -- |
| Luogo     | T | C | T | C | T | C | C | T | C | C  | T  | C  | T  | T  | C  | T  | C  | C  | T  | T  | T  | C  | C  | T  | C  | T  | C  | T  |
| Risultato | P | V | V | V | V | V | V | P | V | P  | P  | P  | P  | P  | V  | P  | V  | V  | P  | P  | P  | V  | P  | P  | P  | P  | P  | V  |

Fonte:  EuroLeague 2019-20 Games, su euroleague.net.
Legenda:

Luogo: C = Casa; T = Trasferta. Risultato: V = Vittoria; P = Sconfitta.
- = Turno di riposo.

### Statistiche giocatori
| Giocatore      | Serie A | Serie A | Serie A | Serie A | Eurolega | Eurolega | Eurolega | Eurolega | Coppa Italia | Coppa Italia | Coppa Italia | Coppa Italia | Totale | Totale | Totale | Totale |
| Giocatore      | PG      | PTI     | AST     | RIM     | PG       | PTI      | AST      | RIM      | PG           | PTI          | AST          | RIM          | PG     | PTI    | AST    | RIM    |
| -------------- | ------- | ------- | ------- | ------- | -------- | -------- | -------- | -------- | ------------ | ------------ | ------------ | ------------ | ------ | ------ | ------ | ------ |
| A. Della Valle | 19      | 84      | 7       | 28      | 21       | 123      | 10       | 19       | 2            | 13           | 1            | 1            | 42     | 220    | 18     | 48     |
| S. Mack        | 8       | 57      | 27      | 26      | 11       | 54       | 20       | 20       | -            | -            | -            | -            | 19     | 111    | 47     | 46     |
| V. Micov       | 17      | 206     | 33      | 37      | 26       | 314      | 57       | 85       | 2            | 22           | 3            | 5            | 45     | 542    | 93     | 127    |
| P. Biligha     | 21      | 72      | 6       | 50      | 13       | 38       | 5        | 30       | 2            | 4            | 0            | 2            | 36     | 114    | 11     | 82     |
| A. Gudaitis    | 8       | 61      | 2       | 37      | 19       | 139      | 9        | 83       | -            | -            | -            | -            | 27     | 200    | 11     | 120    |
| G. Invernizzi  | -       | -       | -       | -       | -        | -        | -        | -        | -            | -            | -            | -            | -      | -      | -      | -      |
| R. Musumeci    | -       | -       | -       | -       | -        | -        | -        | -        | -            | -            | -            | -            | -      | -      | -      | -      |
| L. Citterio    | -       | -       | -       | -       | -        | -        | -        | -        | -            | -            | -            | -            | -      | -      | -      | -      |
| R. Moraschini  | 17      | 91      | 20      | 49      | 15       | 79       | 16       | 39       | -            | -            | -            | -            | 32     | 170    | 36     | 88     |
| M. Roll        | 16      | 144     | 27      | 42      | 28       | 210      | 45       | 71       | 1            | 1            | 0            | 1            | 45     | 355    | 72     | 114    |
| S. Rodríguez   | 17      | 219     | 84      | 42      | 28       | 365      | 151      | 63       | 2            | 24           | 11           | 7            | 47     | 608    | 246    | 112    |
| G. Tam         | 1       | 0       | 0       | 1       | -        | -        | -        | -        | -            | -            | -            | -            | 1      | 0      | 0      | 1      |
| K. Tarczewski  | 19      | 156     | 6       | 111     | 28       | 227      | 11       | 161      | 2            | 23           | 2            | 18           | 49     | 406    | 19     | 290    |
| N. Nedović     | 10      | 122     | 26      | 27      | 17       | 135      | 29       | 21       | 2            | 18           | 2            | 10           | 29     | 275    | 57     | 58     |
| F. Gravaghi    | 2       | 0       | 1       | 1       | -        | -        | -        | -        | -            | -            | -            | -            | 2      | 0      | 1      | 1      |
| A. Cinciarini  | 21      | 58      | 34      | 41      | 13       | 6        | 8        | 9        | 2            | 12           | 6            | 8            | 36     | 76     | 48     | 58     |
| X. Rey         | -       | -       | -       | -       | -        | -        | -        | -        | -            | -            | -            | -            | -      | -      | -      | -      |
| D. Crawford    | -       | -       | -       | -       | 7        | 40       | 2        | 13       | -            | -            | -            | -            | 7      | 40     | 2      | 13     |
| C. Burns       | 15      | 33      | 2       | 32      | 4        | 0        | 1        | 2        | 1            | 0            | 1            | 3            | 20     | 33     | 4      | 37     |
| K. Sykes       | 6       | 83      | 22      | 9       | 12       | 87       | 24       | 14       | 1            | 6            | 0            | 0            | 19     | 176    | 46     | 23     |
| A. White       | 8       | 29      | 5       | 13      | 15       | 31       | 5        | 21       | -            | -            | -            | -            | 23     | 60     | 10     | 34     |
| J. Brooks      | 16      | 104     | 15      | 91      | 19       | 81       | 18       | 87       | 2            | 3            | 1            | 12           | 37     | 188    | 34     | 190    |
| L. Scola       | 15      | 168     | 13      | 48      | 28       | 258      | 31       | 12       | 2            | 23           | 0            | 12           | 45     | 449    | 44     | 72     |

fonte= statistiche, su web.legabasket.it. URL consultato il 3 novembre 2020 (archiviato dall'url originale l'11 ottobre 2018).